# 第一勧業銀行DKBハーティーズ
第一勧業銀行DKBハーティーズ（だいいちかんぎょうぎんこう・ディー・ケー・ビー・ハーティーズ、英: The Dai-Ichi Kangyo Bank DKB Hearties）は、かつて存在した日本の女子バスケットボールチーム。本拠地は東京都目黒区。Wリーグに所属していた。母体企業は第一勧業銀行（現：みずほ銀行）。

## 歴史
1951年、日本勧業銀行女子バスケットボール部として発足。
1968年の第1回日本リーグに参加。
1971年、第一銀行との合併により第一勧業銀行女子バスケットボール部に改称。
1973年にオールジャパン優勝を果たし、日本リーグでも第8回（1974/75）と第14回（1980/81）を制した古豪として知られた。
その後低迷し、2部落ちとなるものの1988年に元全日本の北原憲彦がヘッドコーチに就任すると、1989年の日本リーグ2部優勝、1993年の1部復帰し1シーズン目で3位と健闘する。
北原の退任後は再び2部落ちとなり、復帰後の2000年にチーム名に「DKB」を加えて、W1リーグ優勝を果たすも本社のリストラにより廃部。ラストシーズン終了翌年に第一勧銀はみずほ銀行に改称された。
なお第一勧銀とともに後にみずほ銀行・みずほコーポレート銀行の母体となる富士銀行・日本興業銀行も女子バスケットボールチームを持っていてともに日本リーグに参加していた。

## 主な歴代所属選手
- 橋本きみ子
- 佐竹美佐子
- 高橋美智子
- 中川弘子
- デドラ・チャールズ
- 伊藤聖子
- 船引かおり
- 奈良岡幾子
- 本間京子
- 守屋志保